# Jēkabpils (rejon)
Jēkabpils (łot. Jēkabpils rajons) – rejon w południowej Łotwie, funkcjonujący w latach 1949–2009.
Rejon graniczył z Litwą oraz z rejonami: Aizkraukle, Dyneburg, Madona i Preiļi.
Zniesiony 30 czerwca 2009, w ramach reformy administracyjnej.